# Trialeurodes thaiensis
Trialeurodes thaiensis là một loài côn trùng cánh nửa trong họ Aleyrodidae, phân họ Aleyrodinae.
Trialeurodes thaiensis được Takahashi miêu tả khoa học đầu tiên năm 1943.